# Russula rubens
Russula rubens är en svampart som beskrevs av R. Heim 1938. Russula rubens ingår i släktet kremlor och familjen kremlor och riskor.   Inga underarter finns listade i Catalogue of Life.